# Condado de Mahnomen
O Condado de Mahnomen é um dos 87 condados do estado americano do Minnesota. A sede do condado é Mahnomen, e sua maior cidade é Mahnomen.
O condado possui uma área de 1 510 km² (dos quais 70 km² estão cobertos por água), uma população de 5 190 habitantes, e uma densidade populacional de 4 hab/km² (segundo o censo nacional de 2000). O condado foi fundado em 1906.